# Kerem Aydin
Kerem Aydin (* 18. Februar 1999 in Siegburg) ist ein deutscher Laiendarsteller.

## Leben und Karriere
Aydin schloss seine Schulausbildung mit dem Abitur ab. Ab 2018 (Folge 1305) war er als einer der Hauptdarsteller in der Reality-Seifenoper Köln 50667 des Fernsehsenders RTL II zu sehen, wo er die Rolle des Schülers Freddy Reuter spielt. Ende 2020 verließ er die Serie.

## Filmografie
- 2018–2020: Köln 50667 (Fernsehserie)